# Densha de Go!
Densha de Go! (電車でGO!) est une série de jeux vidéo de simulation ferroviaire initiée en 1995,.
Lors de la Tokyo Game Show 2020, Square Enix annonce l'adaptation de la fameuse série phare de simulateur de trains japonais sur PlayStation 4 et Nintendo Switch, également jouable en VR, pour le 3 décembre 2020.

## Liste de titres
- 1997 : Densha de Go! sur borne d'arcade et PlayStation
- 1998 : Densha de Go! EX sur Saturn
- 1999 : Densha de Go! sur Game Boy Color et WonderSwan
- 1999 : Densha de Go! 2 sur borne d'arcade, Dreamcast, Game Boy Color, Neo-Geo Pocket Color, PlayStation et WonderSwan
- 1999 : Densha de Go! 64 sur Nintendo 64
- 1999 : Densha de Go! Professional Shiyō sur PlayStation
- 2000 : Kisha de Go! sur PlayStation
- 2001 : Densha de Go! 3 Tsūkinhen sur borne d'arcade et PlayStation 2
- 2001 : Densha de Go! Shinkansen: Sanyō Shinkansen-hen sur PlayStation 2
- 2002 : Densha de Go! Ryojōhen sur PlayStation 2
- 2003 : Densha de Go! Professional 2 sur PlayStation 2
- 2003 : Train Simulator + Densha de Go! Tokyo Kyūkō-hen sur PlayStation 2
- 2004 : Densha de Go! Final sur PlayStation 2
- 2005 : Mobile Train Simulator + Densha de GO! Tokyo Kyūkō-hen sur PlayStation Portable
- 2005 : Densha de Go! Pocket: Yamanotesen Hen sur PlayStation Portable
- 2006 : Densha de Go! Pocket: Chūōsen-hen sur PlayStation Portable
- 2006 : Densha de Go! Pocket: Osaka Kanjōsen Hen sur PlayStation Portable
- 2006 : Densha de Go! Pocket Tōkaidōsen Hen sur PlayStation Portable
- 2007 : Densha de Go! Shinkansen EX: Sanyō Shinkansen Hen sur Wii
- 2010 : Densha de Go! Tokubetsu-hen: Fukkatsu Shōwa no Yamanotesen sur Nintendo DS
- 2020 : Densha de Go! Hashirô Yamanotesen sur PlayStation 4 et Nintendo Switch